# Inquartato in grembi ritondati
Inquartato in grembi ritondati è un termine utilizzato in araldica per indicare lo scudo o la pezza divisi in quattro da linee curve. 
Si possono distinguere due figure diverse: in una le curve sembrano ruotare in senso orario, e lo potremo definire inquartato in grembi ritondati a sinistra; nell'altra le curve sembrano ruotare in senso antiorario, e lo potremo definire inquartato in grembi ritondati a destra.

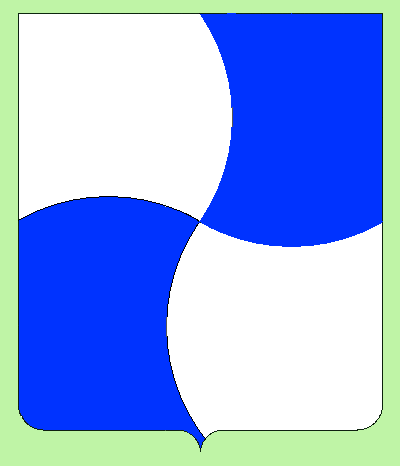
Inquartato in grembi ritondati a destra d'argento e d'azzurro
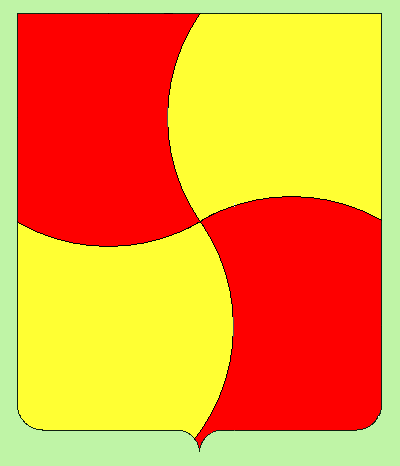
Inquartato in grembi ritondati a sinistra di rosso e d'oro
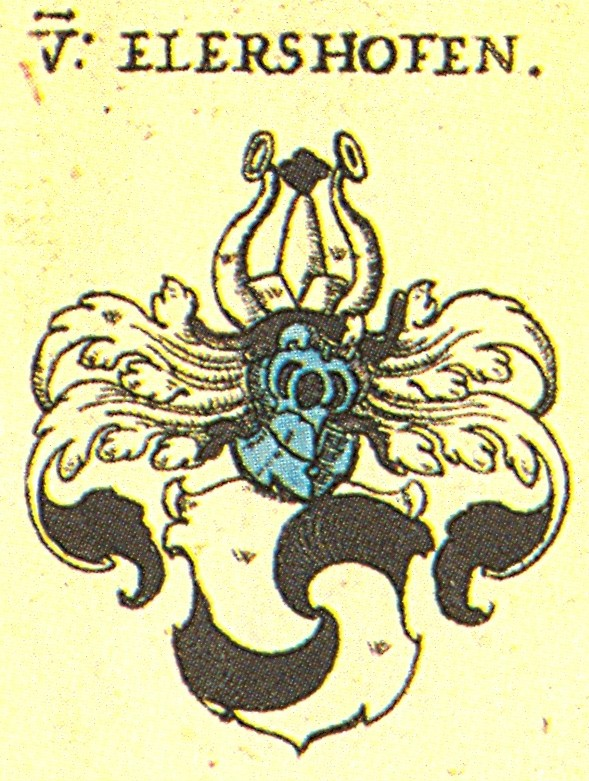
Inquartato in grembi ritondati d'argento e di nero